# Haus des Kaufmännischen Vereins

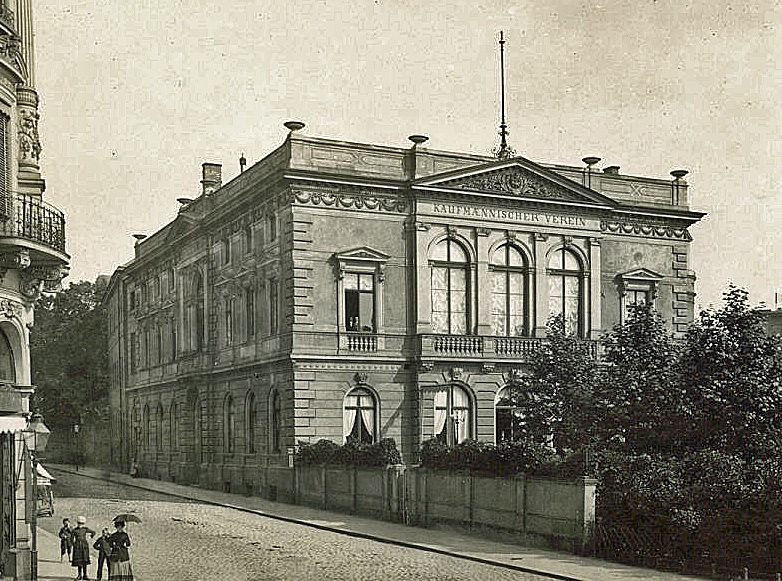
Haus des Kaufmännischen Vereins (um 1900)

Das Haus des Kaufmännischen Vereins war das Gesellschaftshaus des gleichnamigen Vereins in Leipzig.

## Lage

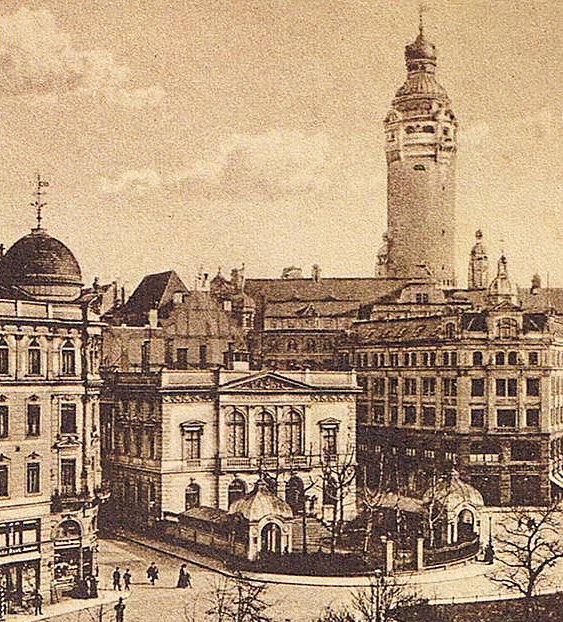
Hausumgebung (1907)

Das Haus des Kaufmännischen Vereins stand im Südwesten der Leipziger Innenstadt zwischen der Schulstraße (seit 2000 Ratsschulstraße) und der Markgrafenstraße mit der Adresse Schulstraße 5. Das Grundstück reichte bis an den Dittrichring.

## Geschichte
Im Jahr 1858 war im Leipziger Kramerhaus der Kaufmännische Verein zu Leipzig gegründet worden. Seine Mitgliederzahl wuchs schnell und betrug 1873 um 1200, was zu Problemen bei der Findung geeigneter Geschäfts- und Versammlungsräume führte. Deshalb entschloss man sich zum Bau eines eigenen Vereinsheimes. Es konnte ein Grundstück erworben werden, auf dem von 1792 bis 1852 in ehemaligen Quartieren der Pleißenburgbesatzung die Ratsfreischule betrieben worden war und deren Gebäude 1873 abgerissen wurde.
Einen Architektenwettbewerb zur Gestaltung des Gebäudes gewann der Leipziger Architekt Bruno Leopold Grimm (1838–1893). Die Grundsteinlegung erfolgte am 5. Juni 1875, und am 18. März 1877 wurde das Haus eingeweiht. Um 1905 wurde die Umfassungsmauer des Vorgartens durch zwei Pavillonbauten ergänzt. Das Haus wurde in erster Linie vom Verein und seinen Mitgliedern genutzt, im Festsaal fanden aber auch öffentliche Kulturveranstaltungen statt.
Beim Luftangriff auf Leipzig vom 4. Dezember 1943 wurde das Haus des Kaufmännischen Vereins total zerstört. Es dauerte über 50 Jahre bis an seiner Stelle wieder ein Haus stand, ein sechsgeschossiges schmuckloses Bankgebäude. Der ehemalige Garten ist eine öffentliche Grünanlage.

## Architektur
Das Haus des Kaufmännischen Vereins war ein dreigeschossiger Putzbau mit Gliederungselementen aus Elbsandstein auf einer Grundfläche von 33 × 22 Metern und mit einer Höhe von 20 Metern. Die Fassaden waren an der italienischen Renaissance orientiert und mit einigen klassizistischen Elementen ergänzt. Die Schmalseite zierte eine dreiachsige Lisene, die von einem flachen Dreiecksgiebel über dem Namenszug abgeschlossen wurde. Das Flachdach war mit Holzzement gedeckt.
Der größte Raum des Hauses war der über zwei Etagen und die volle Gebäudebreite reichende Festsaal mit einer umlaufenden Balkon- und einer Orchestergalerie. Im Erdgeschoss befand sich neben Billard-, Spiel- und Lesezimmer das Restaurant mit einer breiten Freitreppe zum vorgelagerten Garten, der bei entsprechendem Wetter als Kaffee- oder Biergarten genutzt werden konnte. Das Haus enthielt ferner eine Bibliothek sowie Empfangs-, Salon- und Sitzungszimmer. Im niedrigeren Attikageschoss waren die Wohnung der Gastwirtsfamilie, die Unterkünfte für das Dienstpersonal und Nebenräume untergebracht. Im Keller waren unter anderem die Küche und eine Kegelbahn. Außer dem Haupteingang befand sich in der Schulstraße ein Nebeneingang für Nichtvereinsmitglieder, über den Büroräume zur Stellenvermittlung erreichbar waren.